# Camillo Nasca
Camillo Nasca (Palermo, 23 marzo 1911 – ...) è stato un militare italiano del Regio Esercito. Distaccato a Coo nella Seconda guerra mondiale, dopo la conquista tedesca dell'isola nell'ottobre del 1943 diventa collaborazionista delle forze germaniche.

## Biografia
Nato a Palermo nel marzo del 1911, è noto soprattutto per aver collaborato con le forze germaniche dopo l'occupazione dell'isola di Coo nell'ottobre 1943, evento al quale seguì l'eccidio di Coo.
A seguito dell'armistizio di Cassibile dell'8 settembre 1943, che sanciva la cessazione delle ostilità tra l'Italia e gli anglo-americani, poco meno di 2 000 soldati britannici sbarcarono sull'isola per aiutare i circa 4 000 soldati italiani a difendere il territorio da una possibile invasione tedesca.

### Battaglia di Coo
Il 3 ottobre la 22ª divisione aviotrasportata tedesca, guidata dal generale Friedrich-Wilhelm Müller, mise in atto l'operazione Eisbär (orso polare) sbarcando, dal mare e dall'aria, in tre punti diversi dell'isola. Durante lo scontro, a causa del mancato coordinamento tra italiani e britannici, la RAF non riuscì a fornire copertura aerea e la scarsa attività contraerea permise alla Luftwaffe di agire incontrastata.

### Passaggio ai tedeschi
Il capitano Nasca era comandante della 62ª batteria di artiglieria, nei pressi dell'aeroporto di Antimachia quando, di fronte all'avanzare dei reparti avversari, rifiutò di aprire il fuoco e sventolò la bandiera del Terzo Reich.
Passato di fatto ai tedeschi, Nasca dapprima ordinò ai suoi uomini di sparare sui connazionali; poi, davanti al netto rifiuto dei sottoposti e con l'aiuto del sottotenente Pierraymond, rivolse il cannone contro gli italiani..
I combattimenti del 3 e 4 ottobre inflissero pesanti perdite agli inglesi e agli italiani; il 4 ottobre l'isola poté dirsi in mano tedesca. Numerosi i prigionieri: 1 388 britannici e 3 145 italiani. Il 5 ottobre, 103 ufficiali del 10º Reggimento fanteria "Regina", sotto il comando del colonnello Felice Leggio, furono sottoposti ad un veloce processo sommario e successivamente fucilati dai militari della Wehrmacht.

### Dopoguerra
Scarse le informazioni su Camillo Nasca nell'immediato dopoguerra. Nel suo Manuale sentimentale dell'isola di Kos: (ovvero come trovare il paradiso) l'autore, Diego Zandel, parla di una degradazione, mentre un'altra fonte indica una presunta prigionia ad Algeri e il ritorno in Italia, nel maggio 1946. Fu processato per tradimento in Italia nel 1947 e condannato a 16 anni di carcere, ma l'anno successivo fu rilasciato in libertà vigilata. Sono ignoti l'anno e la causa della morte.